# Basiq Air
Basiq Air is een Nederlandse voormalige lowcostluchtvaartmaatschappij die was opgericht in december 2000 en als dochteronderneming van Transavia de voorloper van het transavia.com-concept.
Basiq Air bood goedkope lijndiensten aan (volgens het no-frillsconcept) naar een groot aantal populaire bestemmingen binnen Europa. Basiq Air opereerde voornamelijk vanuit Rotterdam, maar ook wel vanaf Luchthaven Schiphol. Alle vluchten van Basiq Air waren online boekbaar. In een half jaar tijd na de oprichting zijn 220 duizend tickets verkocht.
Basiq Air introduceerde in januari 2003 een nieuw boekingsysteem waardoor klanten alles via het internet konden regelen. Hierdoor kon Basiq Air sommige kosten verminderen en beter concurreren met de andere lowcostluchtvaartmaatschappijen toen. Maar de oprichting van Basiq Air zorgde eerst ook voor veel onrust bij reisorganisaties. De lage ticketprijzen die via het internet konden worden verkregen zorgden ervoor dat potentiële klanten van de reisbureaus zelf het ticket gingen boeken en daarbij dus zelf een accommodatie boekten, terwijl de reisbureaus achterbleven met pakketreizen.
De toenmalige Transavia low cost dochter voegde per 30 maart 2003 nieuwe bestemmingen toe aan haar dienstregeling. Aan de “oude bestemmingen” Barcelona, Madrid, Málaga, Bordeaux, Marseille en Nice werden Alicante, Palma de Mallorca, Sevilla, Milaan, Napels, Pisa en Faro toegevoegd. Ook de vluchtfrequentie naar Madrid was verdubbeld van één naar twee keer per dag.
Na een moeilijk keuze, besloot Transavia op 7 september 2004, Basiq Air weer te integreren met het hoofdmerk Transavia en gingen beide Transavia en Basiq Air op in het marketingconcept "transavia.com", waarbij vluchten bij voorkeur via de website werden verkocht. Per 1 januari 2005 zouden alle activiteiten van Basiq Air weer onder de naam van Transavia worden gevlogen.
Dit heeft Transavia besloten omdat Transavia wilde uitgroeien tot een meer ontwikkeld reisbedrijf wat veel vertrouwen bij de klanten kon wekken. Topman O. van den Brink: “We vinden het tijd om de ervaring die is opgebouwd met Basiq Air samen te voegen in het sterke en vertrouwde merk Transavia. Hiermee bouwen we aan een sterke en eenduidige positionering van Transavia.” 

## Vloot
Basiq Air vloog met twee Boeing 737-7K2's, registraties PH-XRA en PH-XRE. Deze werden later bij Transavia ondergebracht.